# Béla Kató
Béla Kató (n. 31 ianuarie 1954, Brateș, Covasna, România) este un preot reformat și din 2012 ocupă funcția de episcop reformat al Transilvaniei.

## Biografie
Béla Kató a umblat în școala generală din satul său natal, după care a urmat studiile liceale în Cluj. Între 1974-1979 a studiat teologia la Institutul Teologic Protestant din Cluj și la Institutul Teologic Protestant din Sibiu. Kató a fost între 1979-1988 preot paroh în Țufalău, iar între 1988-2011 în Ilieni. În 2002 a devenit membrul, iar din 2003 ocupă funcția de președinte al Consiliului Director al Fundației Sapientia, care se ocupă cu finanțarea Universității Sapientia. În decembrie 2012 a fost ales, de Adunarea Generală a Eparhiei Reformate din Ardeal, ca episcop de Cluj, funcție în care a fost reales în 2018. În cei peste 10 ani de la hirotonire episcopală s-au renovat aproximativ 500 de biserici, 10 biserici au fost nou construite, s-au întemeiat 27 de grădinițe și s-au reabilitat liceele reformate aflate pe teritoriul eparhiei.

## Distincții
- Premiul Bethlen Gábor⁠(hu)[traduceți], Budapesta, 1994[3]
- Premiul „Kisebbségekért”, Budapesta, 1995
- Placa memorială „Szabó Dezső”, Budapesta, 1999
- Premiul „Az Anyaszentház Építője ”, 2001
- Premiul „Bocskai”, Satu Mare, 2001
- Premiul „Külhoni Magyarságért”, 2017[4]
- Marea Cruce a Ordinului de Merit al Ungariei⁠(hu)[traduceți], 2023[2]